# Quadro riportato

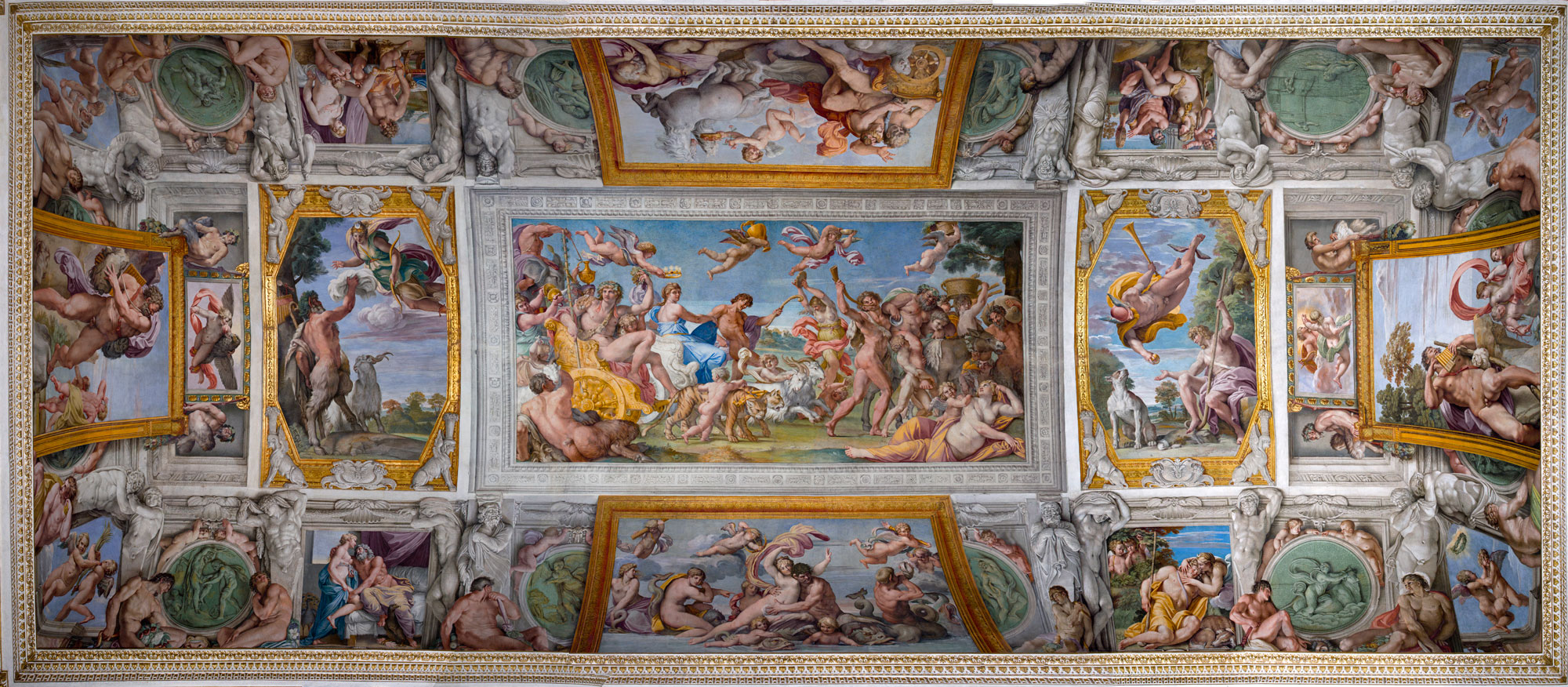
Los amores de los dioses, en el Palazzo Farnese, por Annibale Carracci.

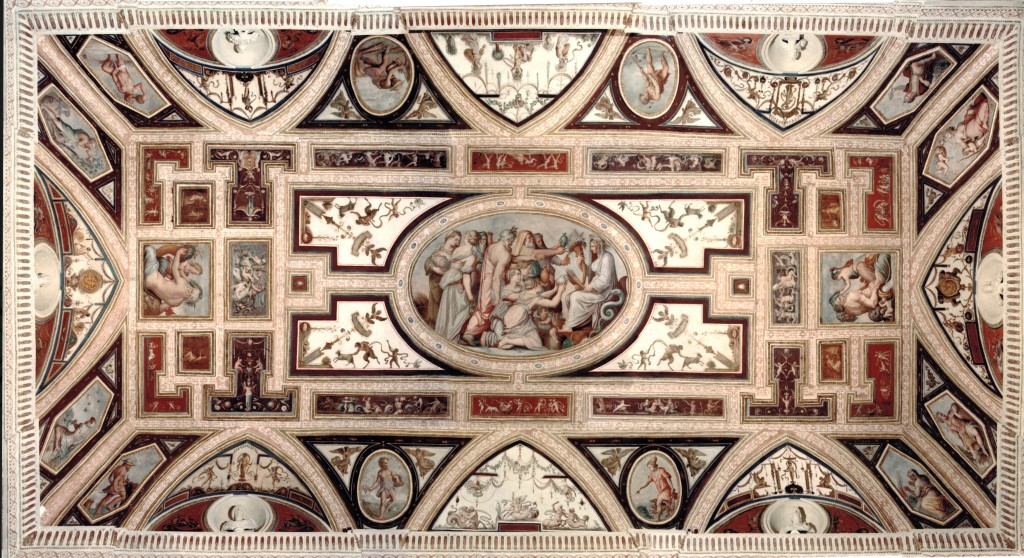
Techo de la Sala Altoviti del Palazzo Venezia (Roma), de Giorgio Vasari, 1553

Quadro riportato (expresión italiana traducible literalmente como "cuadro transportado" -en plural quadri riportati-) es un concepto usado en arte para describir las pinturas al fresco que se presentan enmarcadas y se ven en una perspectiva normal. El efecto final es similar al ilusionismo arquitectónico o trampantojo, aunque sin el uso de estatuas, relieves o colgaduras simuladas en la propia pintura.
El techo se pretende contemplar como si una pintura enmarcada (lienzo o tabla) se hubiera colocado allí. No hay acortamiento ilusionista: las figuras aparecen como si hubiera que verlas desde un nivel normal de los ojos.
No obstante, los quadri riportati se combinaban usualmente con elementos ilusionísticos, como hizo Annibale Carracci en el techo de la Villa Farnese de Roma (escenas de Los amores de los dioses, en cuyo centro se representa el Triunfo de Baco y Ariadna (1597–1600).
El Parnaso de Anton Raphael Mengs en la Villa Albani (1761), hoy Villa Albani-Torlonia, es un famoso ejemplo; concebido como una crítica neoclásica contra el ilusionismo barroco de las quadratura.
A veces, incluso en textos especializados, se utilizan indistinguiblemente los conceptos de quadri riportati y quadratura. En otras ocasiones, se establece claramente la distinción.

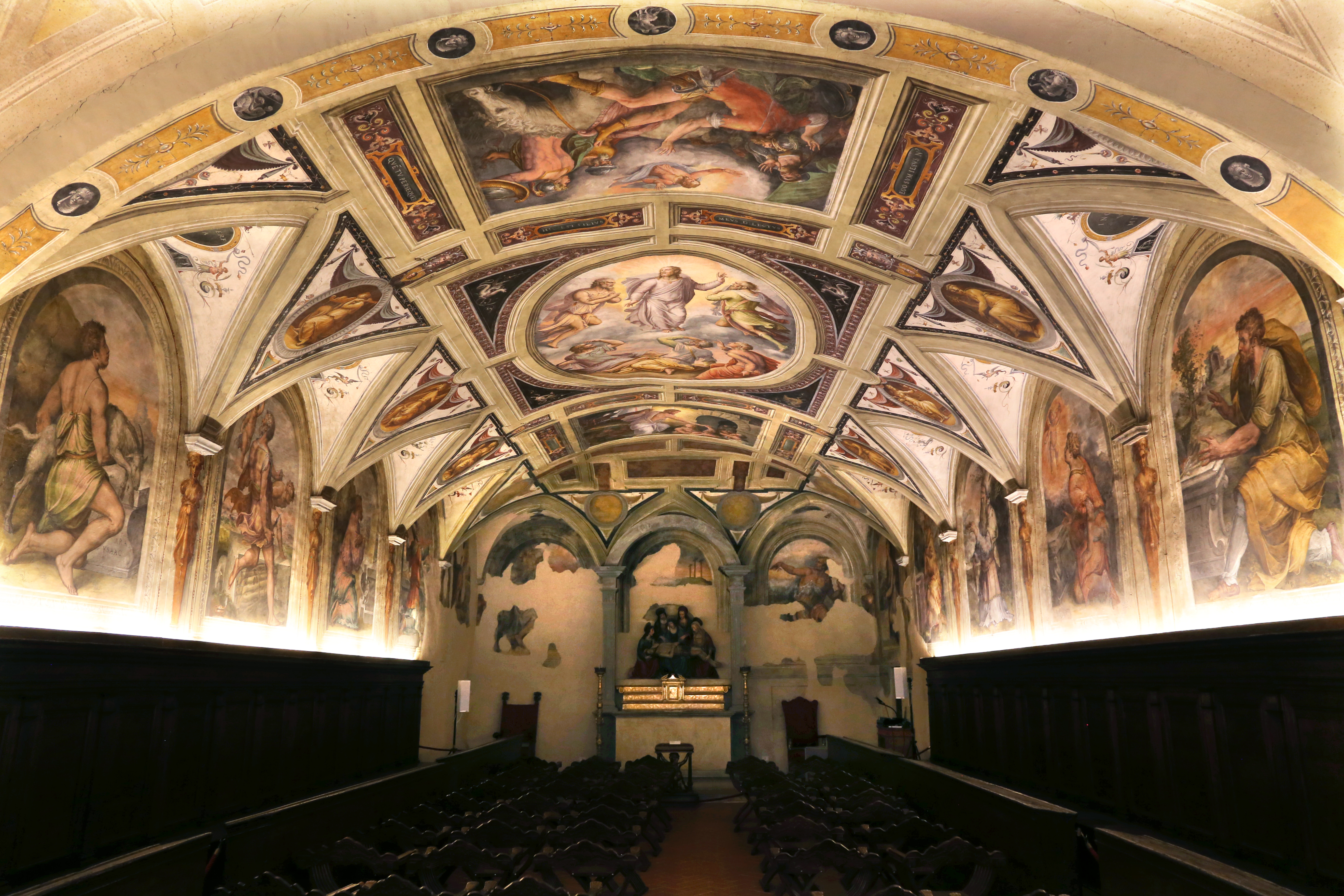
Oratorio inferior de la iglesia del Gesú (Cortona), de Cristoforo Gherardi il Doceno, 1554-1555.
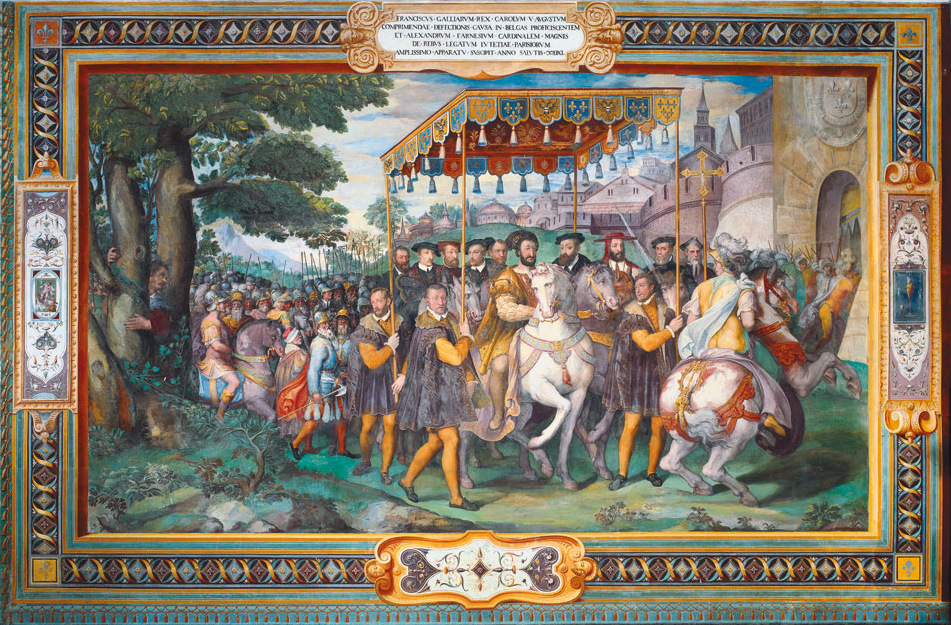
Entrada solemne en París de Carlos V, Francisco I y el cardenal Alejandro Farnesio en 1540, en los frescos de la Villa Farnese (Caprarola) de Taddeo Zuccari, ca. 1559.
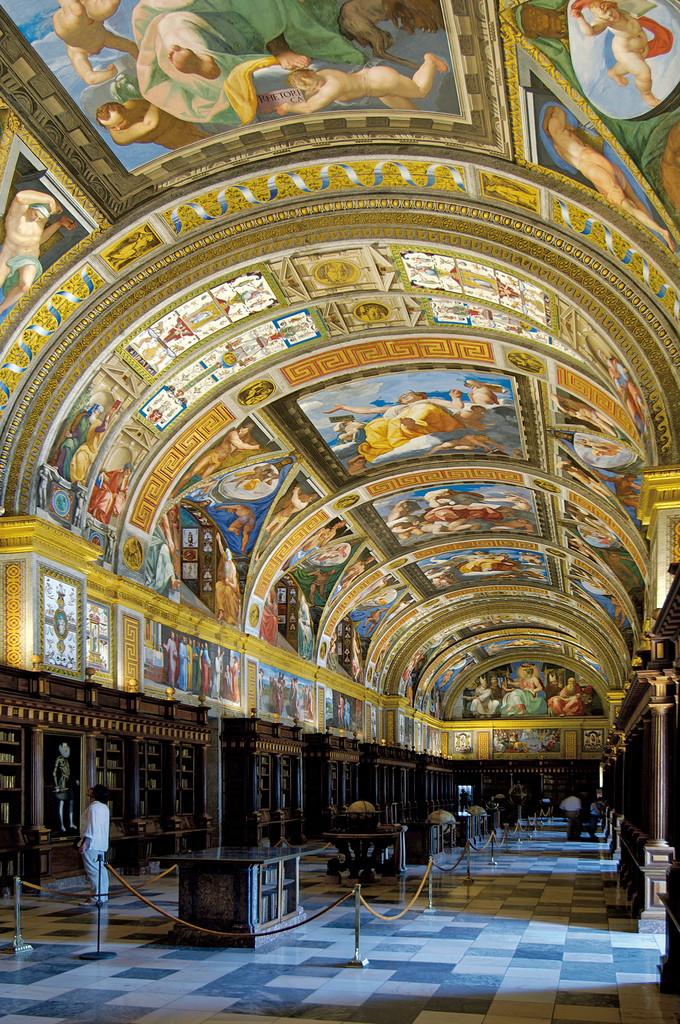
Frescos de la Biblioteca de El Escorial, de Pellegrino Tibaldi y colaboradores (entre ellos Bartolomé Carducho), 1586-1595.
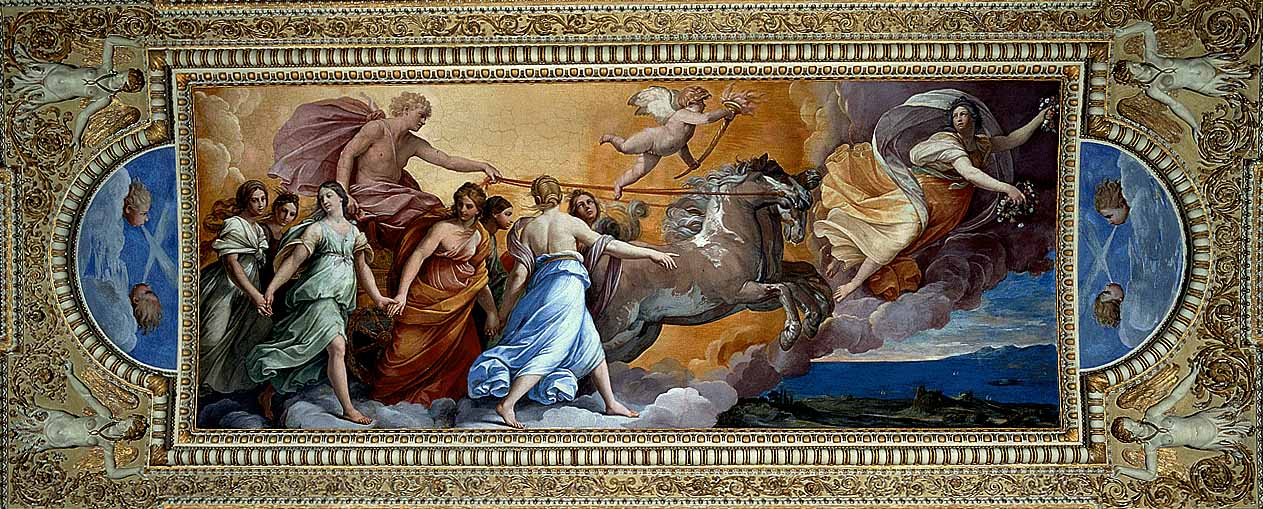
Aurora, de Guido Reni, en el Casino del Palazzo Pallavicini-Rospigliosi (Roma), 1614.
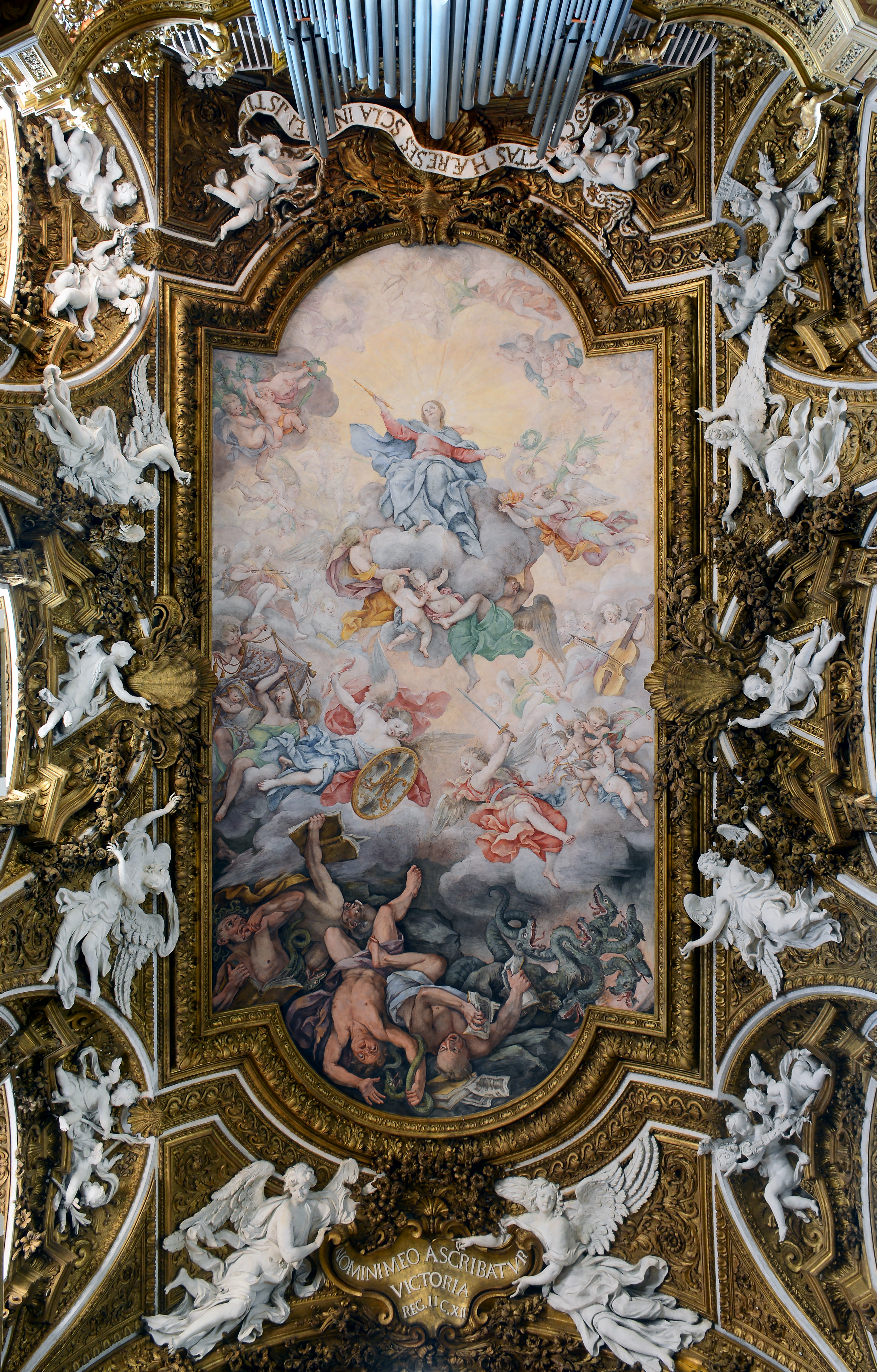
Trionfo della Madonna sulle eresie e caduta degli angeli ribelli ("Triunfo de la Virgen sobre la herejía y caída de los ángeles rebeldes"), en el techo de Santa Maria della Vittoria (Roma), de Giovanni Domenico Cerrini, 1675.